# Дудикевич Богдан Корнилович

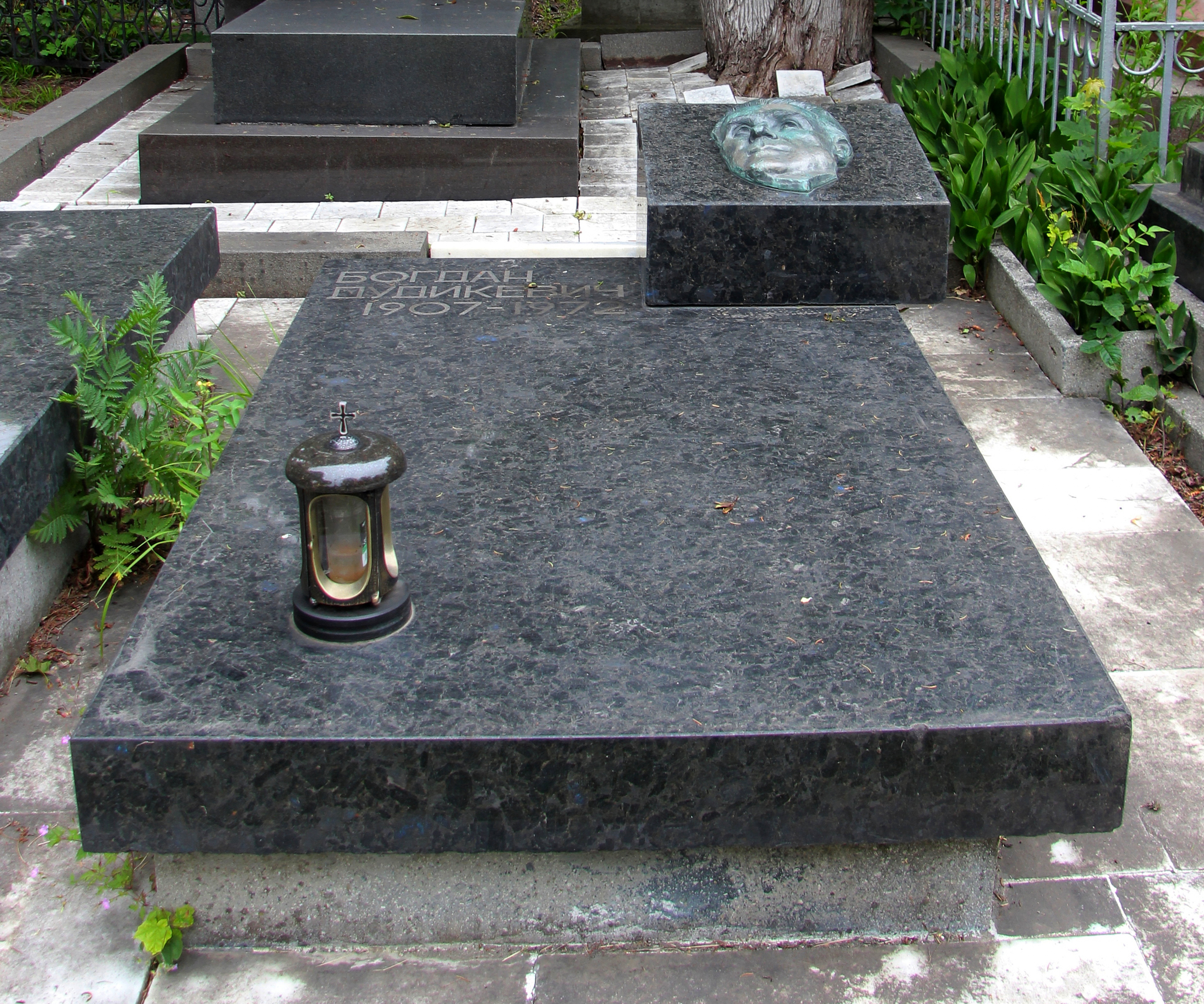

Богдан Корнилович Дудикевич (12 квітня 1907, село Кропивник, Австро-Угорщина, тепер Калуський район, Івано-Франківська область — 5 січня 1972, місто Львів) — український радянський партійний діяч, історик, журналіст, директор Львівського філіалу Центрального музею Леніна. Депутат Верховної Ради УРСР 3—5-го скликань. Кандидат історичних наук (1957).

## Біографія
Син греко-католицького священника.
З 1923 року — секретар Львівського підміського окружного комітету Комуністичної спілки молоді Західної України (КСМЗУ).
З 1925 року навчався у Львівському університеті, брав активну участь у роботі революційних студентських організацій.
1929 року вступив до Комуністичної партії Західної України (КПЗУ).
Працював у відділі пропаганди й агітації ЦК КПЗУ, був редактором комсомольського журналу «Сяйво», легальної газети «Молот», нелегальної газети «Прапор комунізму» (орган КПЗУ).
Був арештований польською владою у 1930, потім у 1934 році. На Луцькому процесі 57-ми у 1934 році засуджений до 7 років позбавлення волі, але в 1936 році амністований.
У 1939—1941 роках — на педагогічній і профспілковій роботі у Львівській області.
У 1941—1942 роках служив у Червоній армії.
У 1942—1944 роках — викладач, директор школи у Ворошиловградській області УРСР і Куйбишевській області РРФСР.
З 1944 року — лектор Львівського обласного лекційного бюро.
У 1945 — травні 1949 року — директор Львівського історичного музею.
У 1948 році закінчив Львівський державний університет імені Івана Франка.
У 1949 — червні 1953 року — директор Львівського філіалу Центрального музею Леніна. Працював заступником голови виконавчого комітету Львівської міської ради депутатів трудящих.
16 травня 1953 року постановою ЦК КПУ призначений заступником міністра культури Української РСР. 24 червня 1953 року це рішення було скасоване постановою Бюро ЦК КПУ.
У червні 1953 — 17 лютого 1954 року — 2-й секретар Львівського обласного комітету КПУ.
У липні (затв.) 1954 — січні 1972 року — директор Львівського філіалу Центрального музею Леніна.
Очолював Львівську обласну організацію товариства «Знання», був головою Львівського обласного відділення Товариства радянсько-польської дружби.
Помер у Львові 5 січня 1972 року, похований на Личаківському цвинтарі, поле № 1а.

## Нагороди
- орден Леніна
- орден Жовтневої революції
- медалі
- дві Почесні грамота Президії Верховної Ради Української РСР (26.10.1956, 6.11.1964)
- заслужений працівник культури Української РСР (13.04.1967)